# Rozdroże przy Popradzkim Stawie

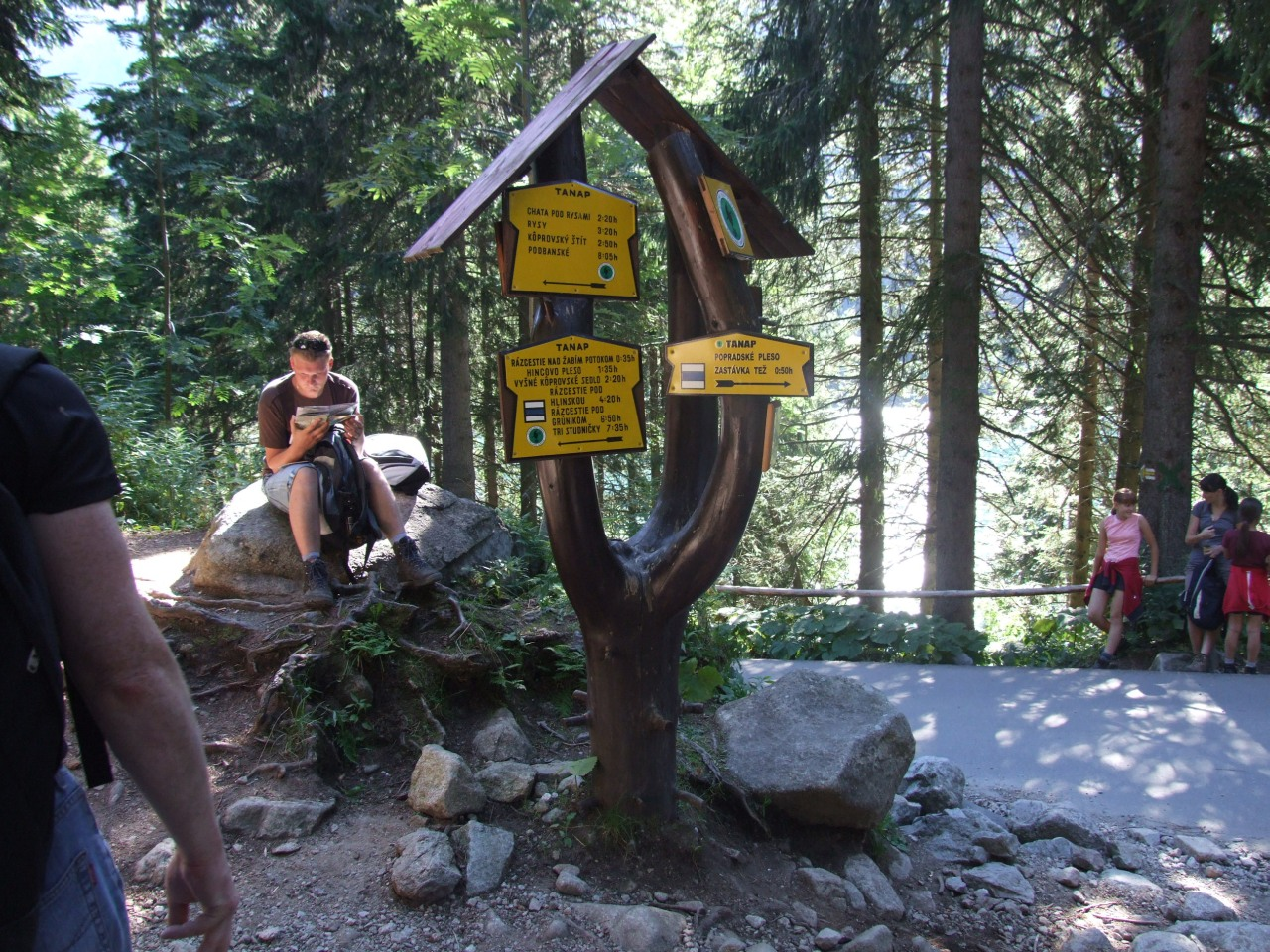
Rozdroże przy Popradzkim Stawie

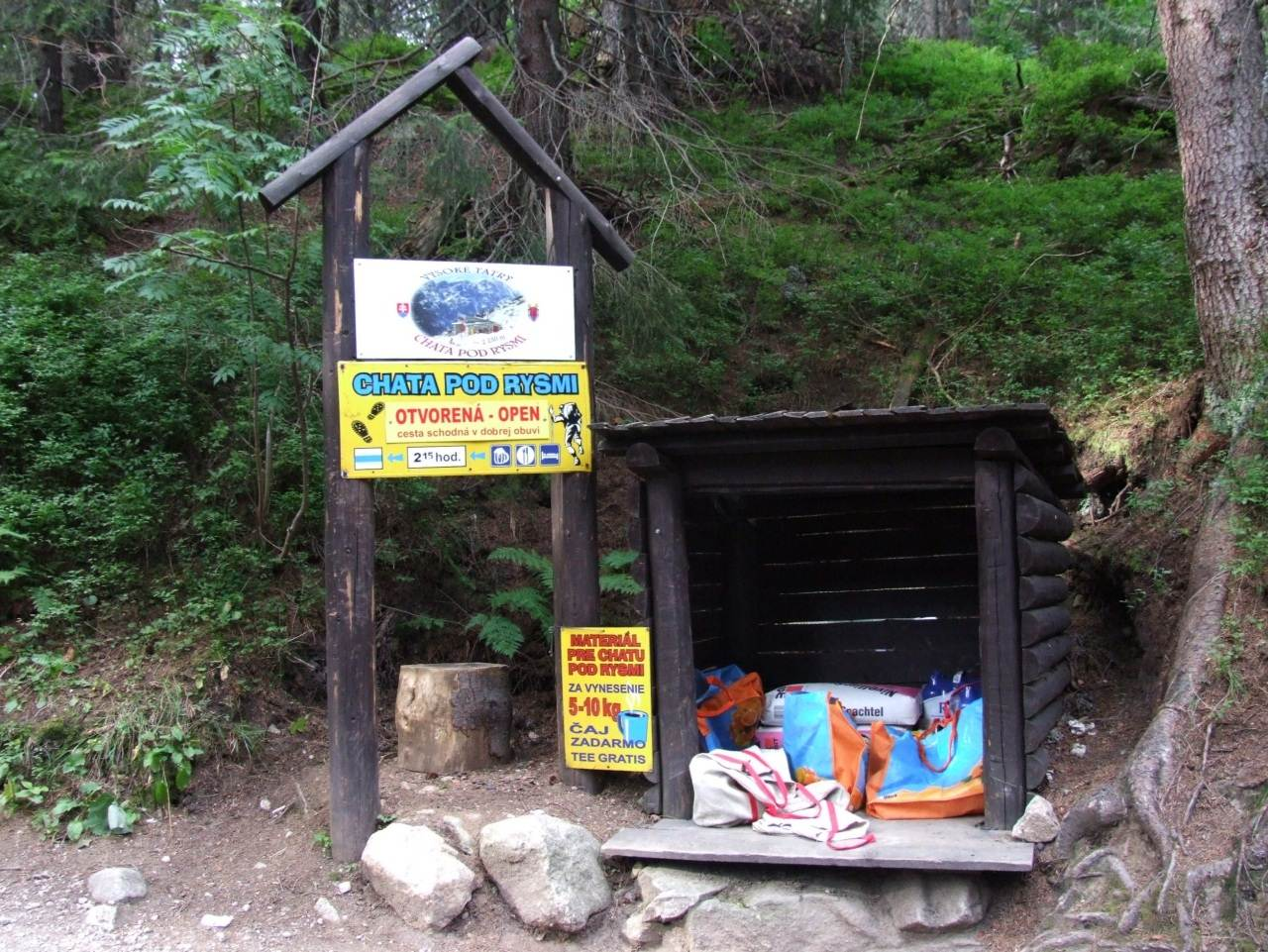
Plecaki z ładunkami przygotowane do dobrowolnego wyniesienia przez turystów do schroniska pod Rysami

Rozdroże przy Popradzkim Stawie (słow. Rázcestie pri Popradskom plese) – rozdroże szlaków turystycznych w Dolinie Mięguszowieckiej w słowackich Tatrach Wysokich. Położone jest w lesie nad Popradzkim Stawem, na wysokości ok. 1510 m. Jest tutaj skrzyżowanie kilku szlaków turystycznych. Obok rozdroża znajduje się obudowany punkt, w którym znajdują się ładunki przygotowane do transportu do Schroniska pod Rysami. To wysoko położone schronisko nie ma drogi dojazdowej i całe niezbędne do jego funkcjonowania zaopatrzenie wynoszone jest na plecach przez słowackich nosiczów. Ci noszą przeważnie po 60 kg. Turyści też mogą dobrowolnie pomóc, pobierając przygotowane przy tym rozdrożu plecaki (o wadze 5–10 kg). W zamian przy schronisku otrzymują ciepłą herbatę.

## Szlaki turystyczne
– niebieski szlak od stacji Popradské pleso Tatrzańskiej Kolei Elektrycznej, przez Rozdroże przy Popradzkim Stawie i Rozdroże nad Żabim Potokiem na Wyżnią Koprową Przełęcz
- Czas przejścia od stacji kolejki do rozdroża: 1:15 h, ↓ 1 h
- Czas przejścia od rozdroża na Koprową Przełęcz: 2:45 h, ↓ 2:05 h

  – czerwony (Magistrala Tatrzańska) odcinek od Szczyrbskiego Jeziora na Przełęcz pod Osterwą
- Czas przejścia od Szczyrbskiego Jeziora do rozdroża: 1:45 h, ↓ 1:30 h
- Czas przejścia od rozdroża na przełęcz pod Osterwą: 1:45 h, ↓ 1:20 h

  – żółty szlak do Tatrzańskiego Cmentarza Symbolicznego Cmentarza pod Osterwą i w dół do Doliny Mięguszowieckiej. Czas przejścia w obie strony: 45 min
  – zielony, alternatywny dla czerwonego (tzw. stara droga), odbiegający od czerwonego i prowadzący inną drogą do Rozdroża przy Popradzkim Stawie. Polecany w czasie zagrożenia lawinowego.